# Vithakad safir
Vithakad safir (Chlorestes cyanus) är en fågel i familjen kolibrier.

## Utseende
Vithakad safir är en liten kolibri med rak näbb, grönt på nacke och rygg, kopparfärgad övergump och mörk stjärt. Hanen ser vanligen helmörk ut i fält, men har lilablått huvud, en ofta otydligt vit hake och grön undersida. Näbben är röd med svart spets. Honan har grönt huvud, fläckad strupe och smutsvit buk.

## Utbredning och systematik
Vithakad safir delas in i fem underarter med följande utbredning:
- Chlorestes cyanus viridiventris – Colombia till Guyana, södra Venezuela och norra Brasilien
- Chlorestes cyanus rostrata – östra Peru, nordöstra Bolivia och västra Brasilien (Mato Grosso)
- Chlorestes cyanus conversa – östra Bolivia till norra Paraguay och sydvästra Brasilien (Mato Grosso do Sul)
- Chlorestes cyanus cyanus – vid kusten i östra Brasilien (från Pernambuco till Rio de Janeiro)
- Chlorestes cyanus griseiventris – kusten i sydöstra Brasilien (São Paulo) till nordöstra Argentina (Buenos Aires)

### Släktestillhörighet
Arten placeras traditionellt i släktet Hylocharis, men genetiska studier visar att arterna i släktet inte står varandra närmast. Den har därför flyttats till släktet Chlorestes.

## Levnadssätt
Vithakad safir hittas inne i och i kanten av fuktiga skogar, men även i skogsbryn och ungskog.

## Status och hot
Arten har ett stort utbredningsområde, men tros minska i antal, dock inte tillräckligt kraftigt för att den ska betraktas som hotad. Internationella naturvårdsunionen IUCN listar arten som livskraftig (LC).

## Bilder

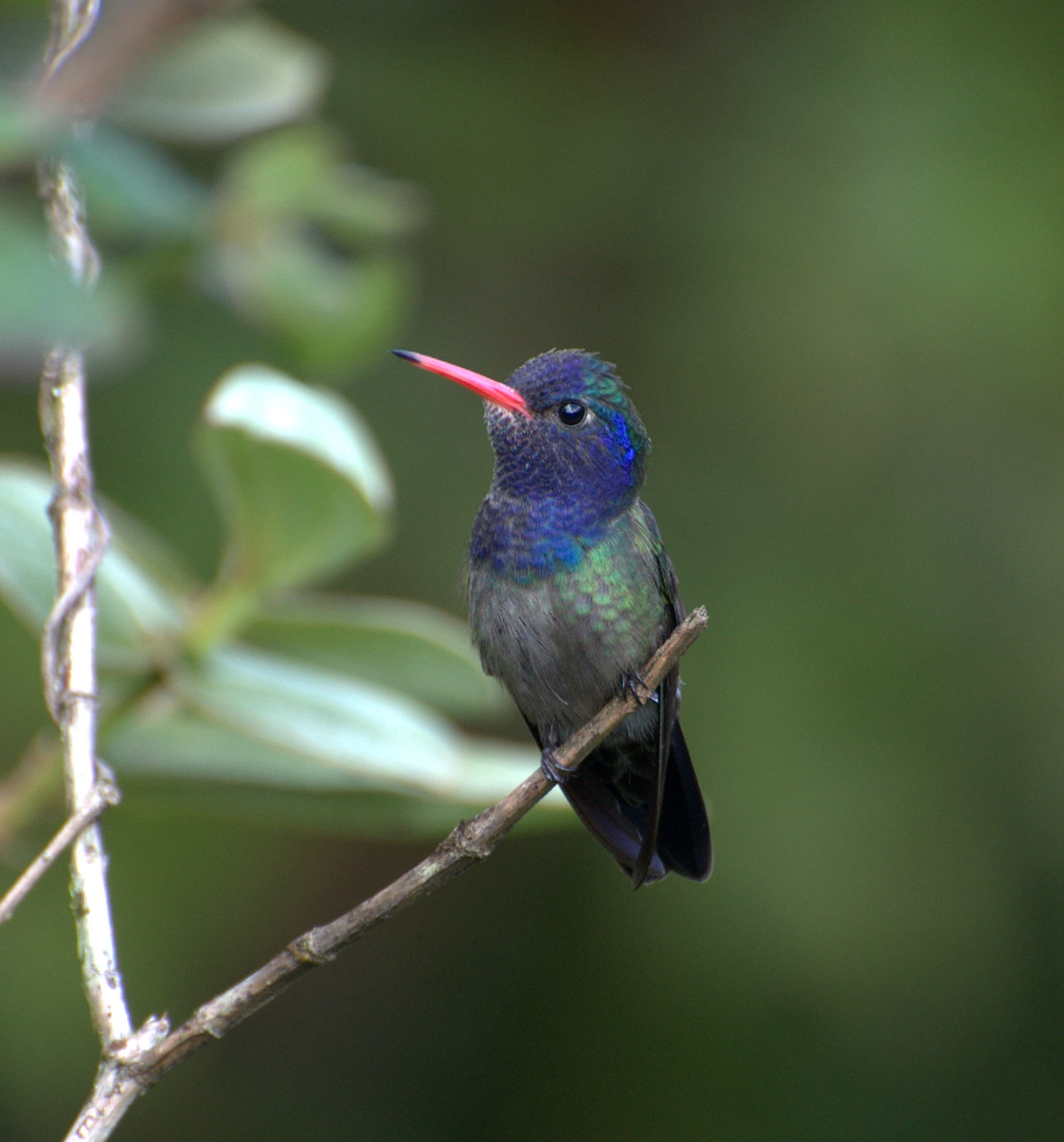
Hane
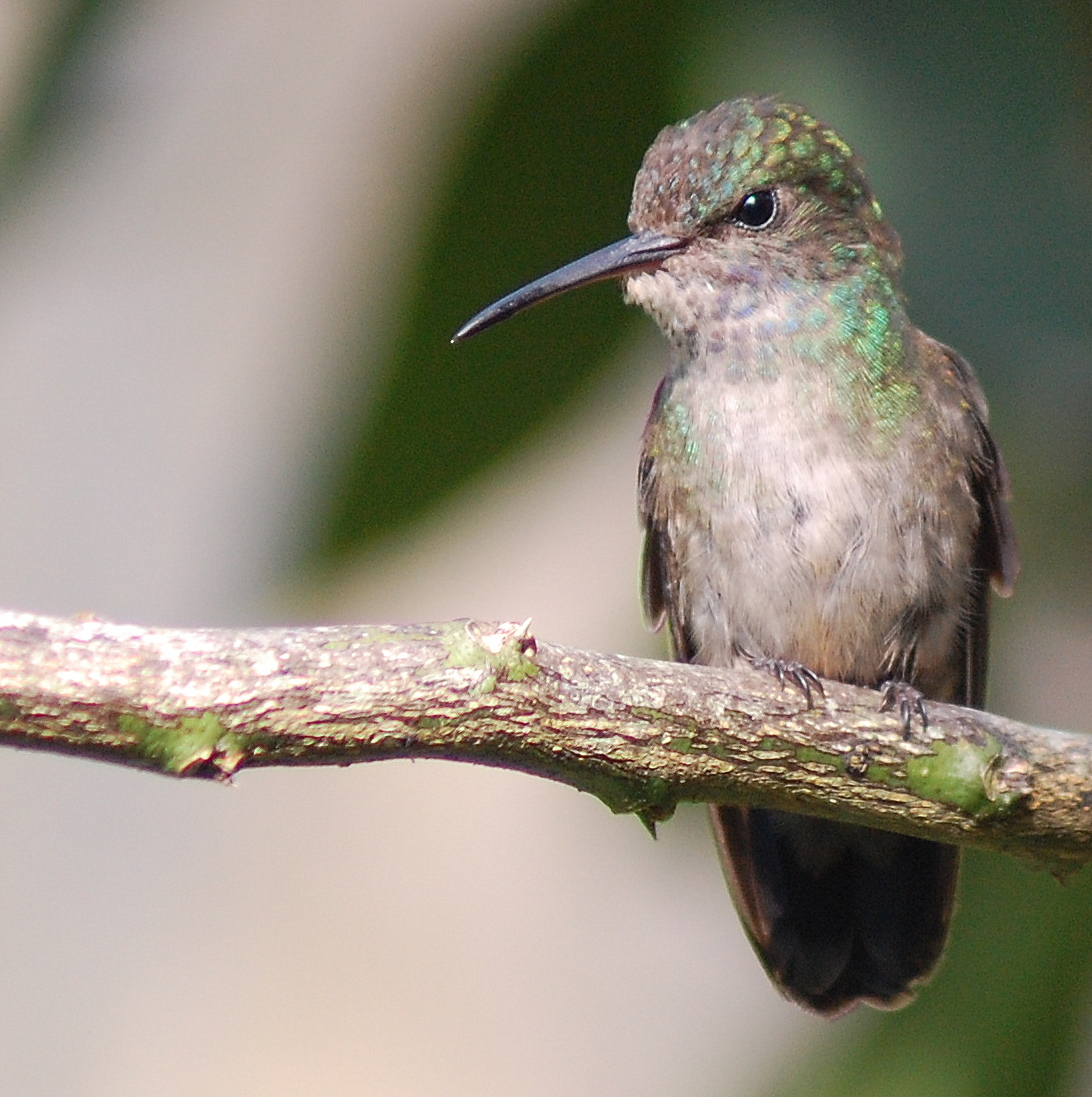
Hona